# Bonnie Gold
Pour les articles homonymes, voir Gold.
Bonnie Gold (née en 1948) est une mathématicienne américaine, logicienne mathématique, philosophe des mathématiques et professeure de mathématiques. Elle est professeure émérite de mathématiques à l'université Monmouth.

## Formation et carrière
Gold a terminé son doctorat en 1976 à l'université Cornell, sous la direction de Michael D. Morley.
Elle a été directrice du département de mathématiques du Wabash College (en) avant de déménager à Monmouth, où elle est également devenue directrice du département.

## Contributions
La recherche de la thèse de Gold, intitulée Compact and {\displaystyle \omega } -compact formulas in {\displaystyle L_{\omega _{1},\omega }}, a ensuite été publiée dans la revue Archiv für Mathematische Logik und Grundlagenforschung et concernait la logique infinitaire.
Avec Sandra Z. Keith et William A. Marion, elle a co-édité Assessment Practices in Undergraduate Mathematics, publié par la Mathematical Association of America (MAA) en 1999. Avec Roger A. Simons, Gold est également l'éditeur d'un autre livre, Proof and Other Dilemmas: Mathematics and Philosophy (MAA, 2008).
Son essai "How your philosophy of mathematics impacts your teaching" a été sélectionné pour être inclus dans The Best Writing on Mathematics 2012. Elle y soutient que la philosophie des mathématiques affecte l'enseignement des mathématiques même lorsque les principes philosophiques de l'enseignant sont implicites et non examinés.

## Reconnaissance
En 2012, Gold est devenue la lauréate du 22e prix Louise-Hay de l'Association for Women in Mathematics pour sa contribution à l'enseignement des mathématiques. La citation du prix soulignait son travail dans l'évaluation de l'éducation pour les études de premier cycle en mathématiques,.